# イェニー・スカヴラン
イェニー・エビン・スカヴラン（Jenny Ebbing Skavlan, 1986年6月3日 - ) は、ノルウェーの女優、モデル、テレビ番組司会者、作家。2007年、ノルウェーで人気のあるピッツァ『ピッツァ・グランディオーサ』(Pizza Grandiosa)のテレビコマーシャルへの出演を皮切りに、『atso』、『デッド・スノウ』(Dead Snow)、『Børning』、『Tomme Tønner』といったさまざまな映画に出演している。2008年には、ノルウェーのTV2で放送された『Skal vi danse?』にて、著名なダンサーの役で出演した。
2012年には、裁縫への情熱について綴った本『Sy om』を出版している。

## 経歴
1986年、オスロ、フロングニル地区のビグデイ半島(Bygdøy)に生まれた。父、ヨルゲン・スカヴラン(Jørgen Skavlan)は医師。母は衣装設計家および織物の美術家で、対談番組の司会者、フレデリック・スカヴラン(Fredrik Skavlan)の姪である。ファーゲルボルク(Fagerborg)高等学校で学び、ここで代々続いている大衆娯楽演芸(Fagerborg Revue Show)にて、2年連続で主演を務めた。デンマークのコペンハーゲンに移住し、ボーオプス・ハイスクーレ(Borups Højskole)にて演劇を学んだ。

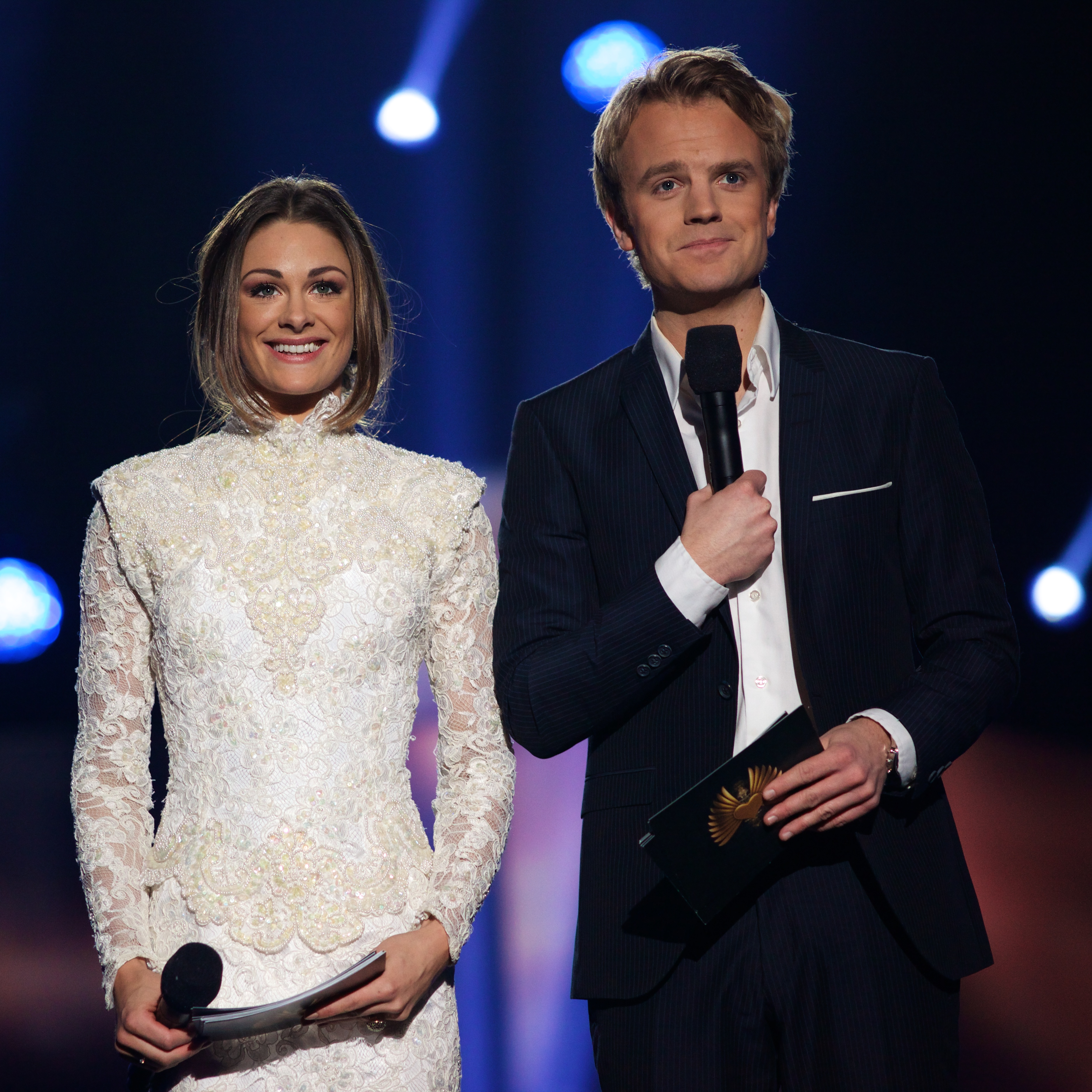
メロディー・グランプリの司会を務めるスカヴラン。右はエリック・ソルバッケン（2013年2月2日）

1996年に公開されたノルウェーの子供向け映画『Body Troopers』にアルヴェオラ役で出演し、2002年には『ギルダ・ノシュク・ショ』(Gilde Norsk Kjøtt)をはじめ、複数のコマーシャルに出演した。
ローシュ・ラムスリ(Lars Ramslie)による原作小説を映画化した『Fatso』では、ヨセフィーン・ルンマン(Josefin Ljungman)扮するマリンの友人の役で出演した。2009年に公開されたゾンビ映画『デッド・スノウ』(Dead Snow)ではクリス役で出演した。
スウェーデン映画『Once Upon a Time in Phuket』にも出演し、ピーター・マグナッソン(Peter Magnusson)、ドービット・ヘリアニオス(David Hellenius)らと共演した。
2010年には『Tomme Tønner』に、2011年には『Hjelp, vi er i filmbransjen』（『映画業界にいる私たちを救って』）に出演した。
映画『デッド・スノウ』の宣伝動画では、スカヴラン扮するクリスが、小屋の外にあるトイレの中でイェッペ・ラウシュン(Jeppe Laursen)と性行為に及ぶ場面が強調され、映画『Tomme Tønner』では彼女がビキニを着ている姿が強調された。映画『Hjelp, vi er i filmbransjen』にて、彼女の上半身の服が滑り落ちるNG場面が、タブロイド紙『VG』の公式サイトで使われたのち、映画の宣伝動画が本人の裸同然の姿を重視している点について、スカヴランは少し苛立ちを感じている趣旨を述べた。
2007年、Tシャツのブランド『Russ』のモデルを務めた。
スカヴランは、ロス・アンジェレスで撮影されたオンラインのオークション・サイト『Tribber』のコマーシャルにも出演している。
2008年の夏、スカヴランは、ラップグループ「Erik & Kriss」の曲『Det E'kke Meg Det er Deg』の宣伝動画に出演した。
2009年8月、若い女性を対象としたノルウェーのテレビ局「FEM」の「Studio FEM」にて、カーリー・スィーモンスン(Kari Simonsen)、ミーナ・ハッジョン(Mina Hadjian)、カリータ・ベッケメレン(Karita Bekkemellem)、エーリ・ハーゲン(Eli Hagen)とともに共同で司会を務めた。
2011年、ドニエル・フランク(Daniel Franck)とともに、ノルウェー版『フォー・ボイヤー』(Fort Boyard)の共同司会を務めた。
2012年には、対談番組「Tweet4Tweet」の司会を務め、その後、エクストリーム・スポーツが登場する番組「Fritt fall」の司会を務めた。
ノルウェー放送協会が主催するメロディー・グランプリ(Melodi Grand Prix)の司会も務めた経験があり、エリック・ソルバッケン(Erik Solbakken)とともに、ユーロヴィジョン・ソング・コンテスト(Eurovision Song Contest)のノルウェー代表選考会「Melodi Grand Prix 2013」および「Melodi Grand Prix 2014」の司会進行を務めた。
2013年には、スウェーデンの「TV4」で放送されたコメディ『Halvvägs till himlen』にも出演した。
彼女は料理番組「Masterchef Norge」の第一期の司会も務めた。
2014年、スカヴランは音楽家のトマス・グレスタ(Thomas Gullestad)と結婚した。2人の出会いは2008年のことであった。結婚式には、自身が図案を描いたドレスを着用して臨んだ。

## 出演作品
- 1996 – Body Troopers
- 2008 – Fatso
- 2009 – Dead Snow
- 2009 – Amor
- 2009 – Nummer
- 2010 – Tomme tønner
- 2010 – Påpp og Råkk
- 2010 – Erlend og Steinjo
- 2011 – Tomme Tønner 2
- 2011 – Hjelp, vi er i filmbransjen
- 2012 – Once Upon a Time in Phuket
- 2012 – Justice Is Served
- 2012 – Papegøye
- 2013 – Halvvägs till himlen
- 2014 – 『キャノンレース』Børning
- 2016 – 『クラッシュ・ゾーン』Børning 2

## 参考
1. ↑  “- Grandis-reklamen blekner fullstendig”. Seher.no. 2016年9月23日時点のオリジナルよりアーカイブ。2021年10月24日閲覧。
2. ↑  Arve Vassbotten. “Grandis-jenta snakker ut”. Seher.no. 2016年3月4日時点のオリジナルよりアーカイブ。2021年10月24日閲覧。
3. 1 2  “Vil du også vite mer om Grandiosa-jenta?” (ノルウェー語).   Kjendis. 2016年9月23日時点のオリジナルよりアーカイブ。2021年10月24日閲覧。
4. ↑  “Jenny Skavlan om å spille inn utedo-sexscene: - En spesiell setting” (ノルウェー語).   VGTV. 2011年10月22日時点のオリジナルよりアーカイブ。2021年10月24日閲覧。
5. ↑  “Jenny (22) ut av "Skal vi danse"” (ノルウェー語).   Kjendis. 2008年9月21日時点のオリジナルよりアーカイブ。2021年10月24日閲覧。
6. ↑  Aina Kristiansen. “Jenny Skavlan: Slik lager du drømmeplaggene” (ノルウェー語). KK. 2014年2月22日時点のオリジナルよりアーカイブ。2021年10月24日閲覧。
7. ↑  Björkman, Emma (2012年2月2日). “Jenny Skavlan: Vi är ganska lika” (スウェーデン語). Metro. 2012年2月6日時点のオリジナルよりアーカイブ。2021年10月24日閲覧。
8. ↑  “jakten på nyresteinen: For 20 år siden spilte Jenny Skavlan inn sin første film” (ノルウェー語). Se og hør. 2015年7月9日時点のオリジナルよりアーカイブ。2021年10月24日閲覧。
9. ↑  Maria Røbech Lillebo (2008年10月28日). “Jenny om den flaueste "Fatso"-scenen” (ノルウェー語).   P4 Radio Hele Norge. 2015年7月9日時点のオリジナルよりアーカイブ。2021年10月24日閲覧。
10. 1 2  “Jenny Skavlan: – Håper at puppeklippet gir kinorekord” (ノルウェー語). TV 2. 2015年7月11日時点のオリジナルよりアーカイブ。2021年10月24日閲覧。
11. 1 2  Linus Brännström. “Jenny går i farbror Skavlans fotspår” (スウェーデン語). Expressen. 2015年7月10日時点のオリジナルよりアーカイブ。2021年10月24日閲覧。
12. ↑  Nyhagen, Alexander. “Jenny Skavlan forfører i amerikansk reklame” (ノルウェー語). VG. 2015年7月13日時点のオリジナルよりアーカイブ。2021年10月24日閲覧。
13. ↑  Stenberg, Ola (2008年6月4日). “Jenny er digg!”. 2021年10月24日閲覧。
14. ↑  “Jenny Skavlan på 'Studio 5'” (ノルウェー語).   DB TV. 2015年7月10日時点のオリジナルよりアーカイブ。2021年10月24日閲覧。
15. 1 2  Jørstad, Atle. “Jenny Skavlan gifter seg” (ノルウェー語). Verdens Gang. 2015年7月12日時点のオリジナルよりアーカイブ。2021年10月24日閲覧。
16. ↑  “Jenny og Daniel tar'n helt ut på TV”. Dagbladet.no. 2020年3月28日時点のオリジナルよりアーカイブ。2021年10月23日閲覧。
17. ↑  “Jennys jakt på MGP-kjolen” (ノルウェー語).   NRK. 2015年9月16日時点のオリジナルよりアーカイブ。2021年10月24日閲覧。
18. ↑  “Jansson och Glans halvvägs till himlen” (スウェーデン語). Expressen. 2015年7月10日時点のオリジナルよりアーカイブ。2021年10月24日閲覧。
19. ↑  Margrethe Miljeteig, Marit Grøtte, Troy Gulbrandsen (2014年4月26日). “Giftet seg i kjole hun har designet selv” (ノルウェー語). TV 2. 2016年3月4日時点のオリジナルよりアーカイブ。2021年10月24日閲覧。